# Israel Military Industries

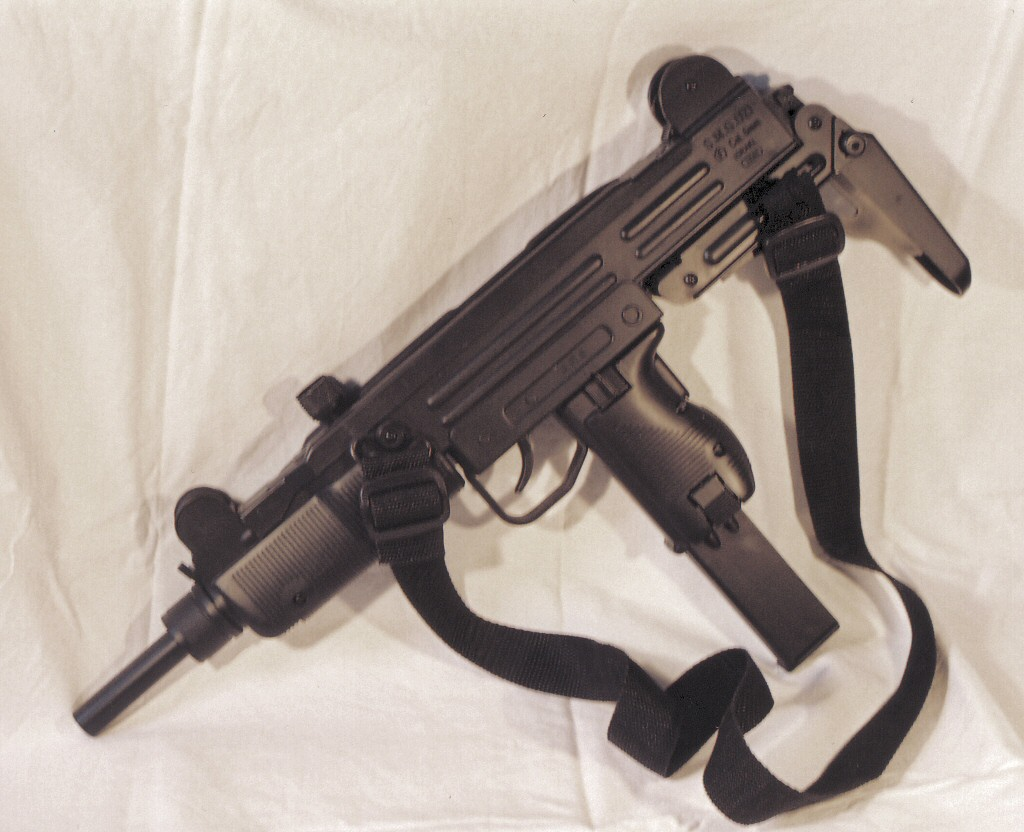
Uzi-pistoolmitrailleur, kolf ingeklapt

Israel Weapons Industries (IWI), officieel Israel Military Industries Ltd., ook wel Taas (Hebreeuws:תע"ש), is een Israëlische wapenfabrikant van de overheid. Het bedrijf vervaardigt vuurwapens zoals pistolen en geweren hoofdzakelijk voor Israëlische overheidsinstellingen zoals politie en defensie. Wapens van de IMI zijn populair over de hele wereld. 
Ook de Nederlandse krijgsmacht beschikt over Israëlische wapens. Zo is de Uzi lang in gebruik geweest in het Nederlandse leger. Tot einde 2001 heeft de IMI voor meer dan US$ 2 miljard aan Uzi's aan meer dan 90 landen verkocht. Een ander bekend wapen dat wordt geproduceerd door IMI is de Desert Eagle.